# 地層同定の法則
地層同定の法則（ちそうどうていのほうそく、law of strata identified by fossils）とは、同時期に堆積した地層にはそれに特有な化石が含まれ、その化石によって地層の時間的位置や、離れた地域間において同一時期に堆積した地層を同定できるというもので、地層累重の法則と並ぶ層位学の基本法則である。正式には化石による地層同定の法則という。
離れた地域間で異なる岩相をもつ地層の堆積時代を判断する手段として、特有の化石（示準化石）を用いることを明確化し、化石による層序（生層序）と時代区分（相対年代）との対比の基礎を確立した。

## 歴史
1816年、イギリスの土木技師ウィリアム・スミスが、著書『Strata Identified by Organized Fossils』において主張した法則である。彼は、堆積岩中に共通して含まれる化石を地層同定の手段とすることで、離れた地域間での地層の対比が可能とし、地層累重の法則とあわせることで、地層の発達において前後関係を比較可能な時間的尺度を与えられることを、実際に地質図を作成することで証明した。
これによって、古生物によって時代を区分することが可能となり、地質学は大きく発展した。ただし、化石に依存するために堆積岩の、それも一部にしか適用できず、また、絶対年代（数値年代）の確定もできない。これについては放射性同位体による年代決定法（放射年代測定）の出現を待たねばならなかった。